# ماريا براكيو
ماريا بيا براكيو، (بالإيطالية: Maria Abbracchio)‏ هي صيدلانية إيطالية تهتم بالأبحاث حول التأثير البيوكيميائي للعقاقيرعلى مستوى الخلايا. وقد خاضت أبحاثا في جميع أنحاء العالم وتعد أحد العلماء الذين وصفتهم مجلة تومسون رويترز بأنها أكثر العلماء المستشهد بهم منذ عام 2006. وقد ذاع صيتها لأعمالها البحثية في مجال المستقبلات البيورنيرجيك والتعرف على مستقبل البروتين السباعي GPR17. وفي عام 2014 منحت وسام الاستحقاق للجمهورية الإيطالية لإنجازاتها العلمية المنفردة.

## السيرة الذاتية
ماريا بيا براكيو ولدت في ميلان وأكملت تعليمها الابتدائي هناك.في عام 1979 نالت درجه الماجستير في الصيدلة وبعد ذلك أكملت دراستها العليا بين عامي 1980-1981 جامعه تكساس-مركز العلوم الصحيه بهيوستن. وفي عام 1984 أنهت الدراسات التخصصيه في علم السموم من جامعة ميلانو،و حصلت على درجة الدكتوراه في الطب التجريبي في روما في عام 1988، ودراسات ما بعد الدكتوراه كزميل باحث فخري في جامعة كوليدج في لندن من عام 1992 إلى عام 1993.
في عام 1994، عملت مع البروفيسور جوفري بيرنستوك، العالم الذي قام بتسميه المستقبلات البيورنيرجيكيا ثم أصبحت مؤسس نادي البيورين، وهي جمعية علمية غير ربحية للباحثين الأجانب الذين يدرسون في الفيزيولوجيا المرضية لانتقال المستقبلات البيورنيرجيكيا. و منذ عام 2003، عملت مع مجموعة متعددة التخصصات من العلماء من أجل تحسين البحث العلمي في المؤسسات سواء داخل إيطاليا أوخارجها. في عام 2006، قدمت ماريا نتائج أبحاثها في ندوة في اتلانتا لجمعية علم الأعصاب الذي يوضح نهج استخدام المركبات البيوكيميائية على مستوى الخلية لمنع تلف الدماغ بعد السكتة الدماغية. وقد أثبتت أعمالها أن مستقبلات بروتين (GPCR) تلعب دورا في ضبط السلوك الخلوي. و من خلال الجمع بين الجهود البحثية من مختلف الفروع العلمية، يسعي العلماء للبحث في أمراض الاعصاب مثل الشلل الرعاش والزهايمر والتصلب المتعدد وحتى النوبات القلبية والسكتة الدماغية لمعرفة كيفيه تفاعل العقاقير المختلفة مع بروتين GPCRs. واحد من المستقبلات سبق تحديدة مبكرا في أبحاث ماريا، يسمي GPR17، قد أظهرت تفاعلا مع بعض الأدوية من أجل الحد من التهابات الدماغ وتحسين الذاكرة والقدرات التعليمية.
ماريا تعمل أستاذ بروفيسير في العلوم الصيدلية في جامعة ميلانو وتوجه فريقا من 12 باحثا علميا في مرصد البحوث في الجامعة. قامت ماريا بالكتابة أو المشاركة في تأليف نحو 150 ورقة علمية، ومنذ عام 2006 أدرجت على لائحة طومسون رويترز كأكثر العلماء المستشهد بهم .. في العام 2014، تم منحها مستوى القائد في وسام الاستحقاق للجمهورية الإيطالية من قبل الرئيس الإيطالي جورجيو نابوليتانو.